# Cessole
Cessole (Cèsure in piemontese) è un comune italiano di 336 abitanti della provincia di Asti in Piemonte. Situato a metà della Langa Astigiana, della quale è forse il più scenografico, data la posizione del borgo vecchio, abbarbicato alla collina, fatto che lo rende visibile ed apprezzabile da lontano, racchiude in pochi chilometri quadrati scorci paesaggistici tipici della zona, che hanno contribuito a farla amare ed apprezzare da numerosi turisti stranieri che ormai da molti anni ne hanno fatto la loro meta di vacanze e soggiorni o addirittura di buen retiro.

## Storia
Durante la seconda guerra mondiale, nel periodo dell'occupazione nazista e della Repubblica Sociale Italiana, trovano rifugio a Cessole due famiglie ebree tra loro imparentate, i Luzzatti di Asti e i Tedeschi di Genova. Il soccorso venne da due famiglie di Cessole, anch'esse tra loro imparentate: gli Ambrostolo, che si occuparono dei Luzzatti, e i Brandone, che si occuparono dei Tedeschi. Nonostante i rastrellamenti, le famiglie ebree sopravvissero fino a che riuscirono a riparare in Svizzera.
 Per questo impegno di solidarietà, il 19 maggio 1999, l'Istituto Yad Vashem di Gerusalemme ha conferito ai coniugi Emilio e Virginia Ambrostolo e Domenico e Luigia Brandone l'alta onorificenza dei giusti tra le nazioni.

### Simboli
Lo stemma e il gonfalone del comune di Cessole sono stati concessi con il decreto del presidente della Repubblica del 5 giugno 2001.
Stemma
Gonfalone

## Monumenti e luoghi d'interesse
- Chiesa parrocchiale di N. Signora Assunta, nota anche come Santa Maria del Castello, progettata dall'architetto Giacomo del Carretto, allievo di Filippo Juvarra, si presenta come due edifici sovrapposti, su modello della Basilica di Assisi. La costruzione inferiore ospita l'oratorio della confraternita dei Disciplinati, in dialetto locale Batù, mentre la superiore costituisce la sede parrocchiale.
 La posa della prima pietra risale all'anno 1779. L'edificio fu terminato nel 1784 ed è caratterizzato da uno stile architettonico riconducibile al barocco piemontese
- Portici di S. Rocco, sotto i quali, per concessione di Federico del Carretto marchese di Spigno e del Consiglio di Sua Maestà Cattolica il re di Spagna, si tenne il primo mercato della val Bormida, nel primo mercoledì del mese di giugno dell'anno 1640
- Numerose chiese campestri sparse nel territorio comunale, tra le quali la Madonna della Neve situata nella omonima frazione, la chiesa di S. Alessandro, situata sulla riva destra del fiume Bormida che taglia in due il territorio comunale e la chiesetta di S. Antonio, situata alla sommità del borgo vecchio ed in corrispondenza dell'antico cimitero, di cui probabilmente era la chiesetta. La struttura di base ne data la probabile origine all'anno 1100 circa.

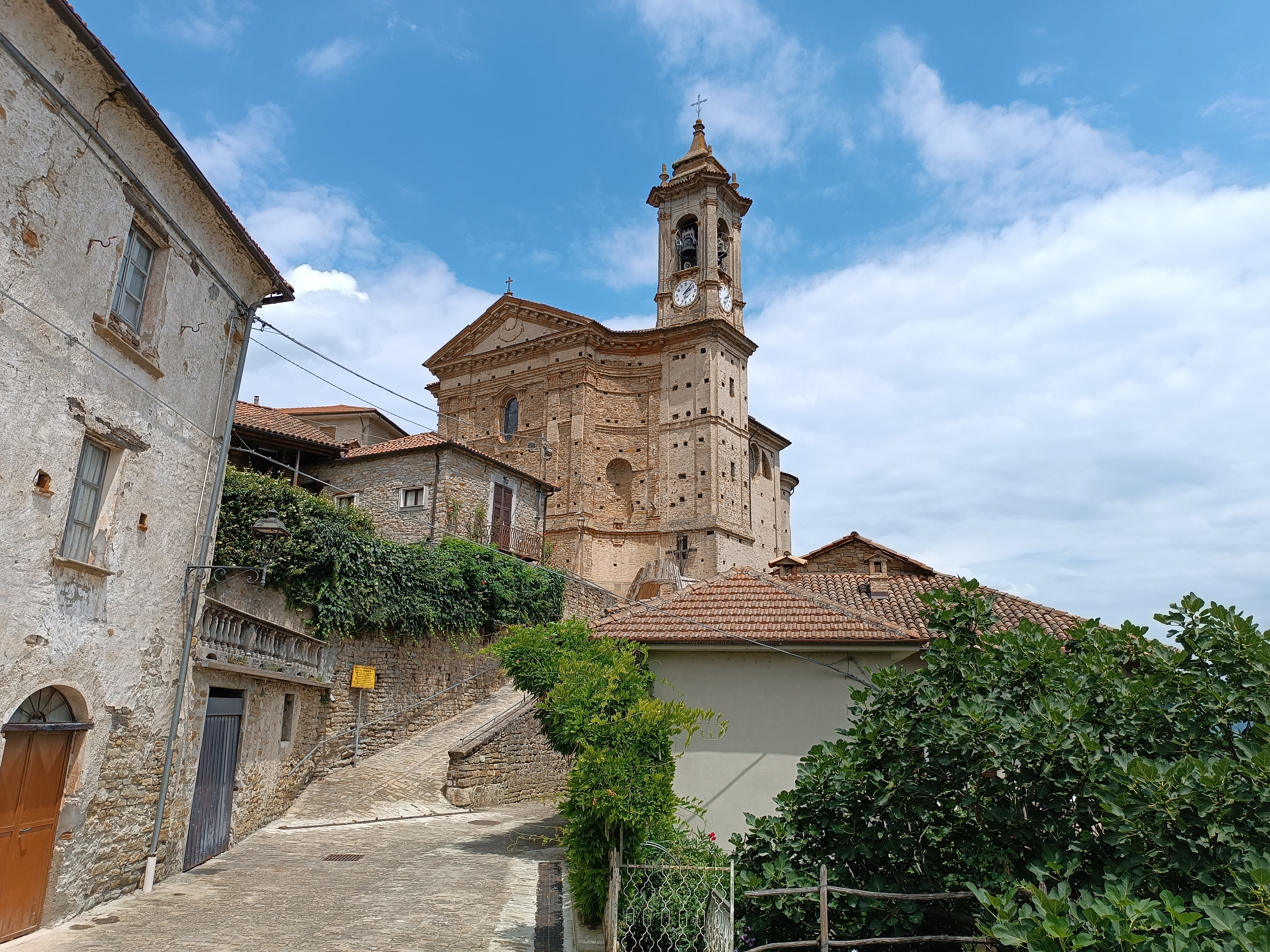
Chiesa Parrocchiale
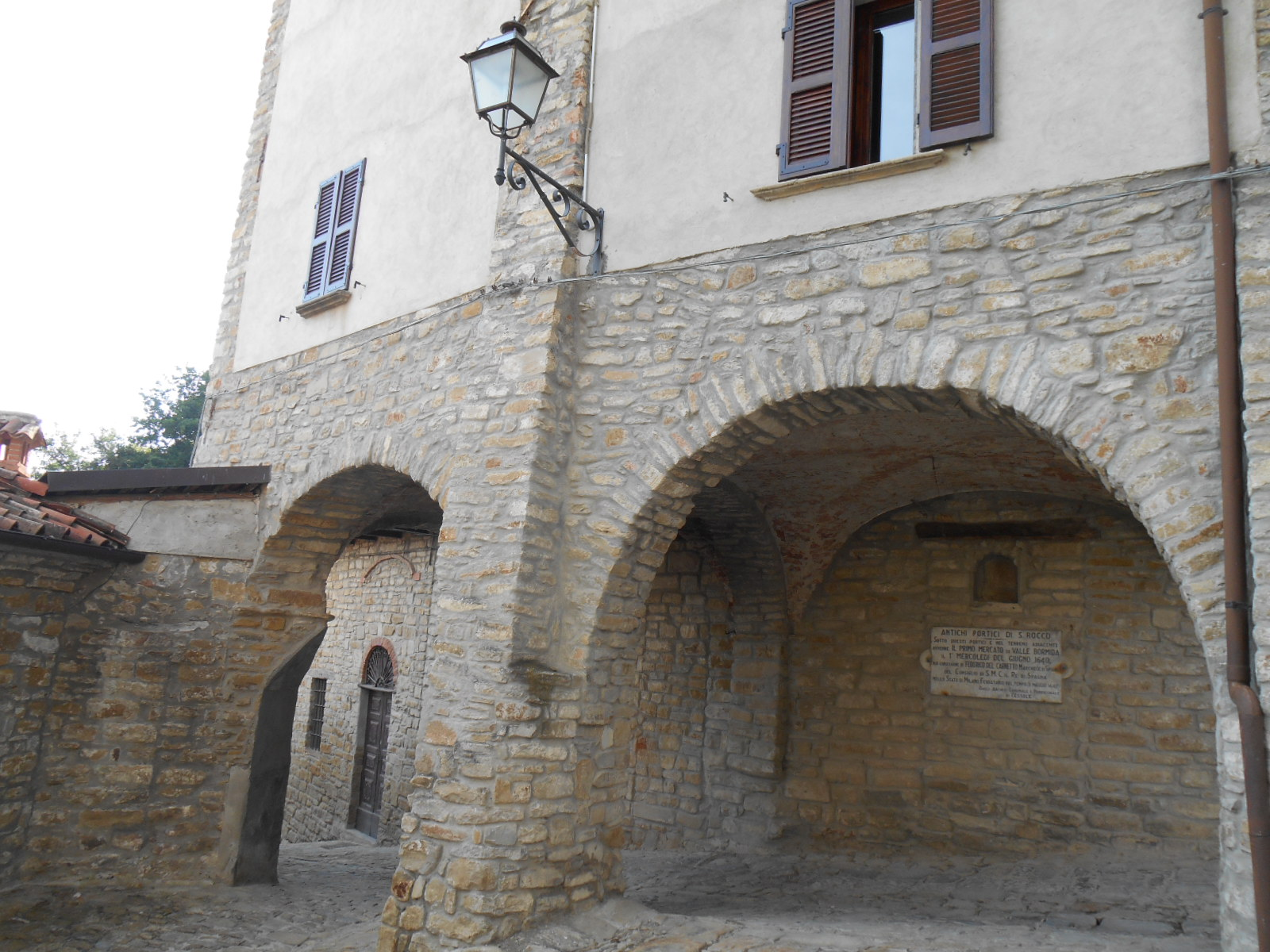
I portici di San Rocco a Cessole

## Società

### Evoluzione demografica
Abitanti censiti

## Amministrazione
Di seguito è presentata una tabella relativa alle amministrazioni che si sono succedute in questo comune.
| Periodo        | Periodo        | Primo cittadino             | Partito                          | Carica  | Note  |
| -------------- | -------------- | --------------------------- | -------------------------------- | ------- | ----- |
| 17 giugno 1985 | 28 maggio 1990 | Giuseppe Barbero            | Democrazia Cristiana             | Sindaco | [ 8 ] |
| 28 maggio 1990 | 24 aprile 1995 | Giuseppe Barbero            | Democrazia Cristiana             | Sindaco | [ 8 ] |
| 24 aprile 1995 | 14 giugno 1999 | Virginio Bielli             | centro-sinistra                  | Sindaco | [ 8 ] |
| 14 giugno 1999 | 14 giugno 2004 | Virginio Bielli             | lista civica                     | Sindaco | [ 8 ] |
| 14 giugno 2004 | 8 giugno 2009  | Alessandro Francesco Degemi | lista civica                     | Sindaco | [ 8 ] |
| 8 giugno 2009  | 26 maggio 2014 | Alessandro Francesco Degemi | lista civica Insieme per Cessole | Sindaco | [ 8 ] |
| 26 maggio 2014 | 26 maggio 2019 | Alessandro Francesco Degemi | lista civica Insieme per Cessole | Sindaco | [ 8 ] |
| 26 maggio 2019 | in carica      | Pier Augusto Ceretti        | lista civica Insieme per Cessole | Sindaco | [ 8 ] |